# Korvuanjärvi
Korvuanjärvi är en sjö i Finland. Den ligger i kommunerna Suomussalmi och Taivalkoski i landskapen Kajanaland och Norra Österbotten, i den nordöstra delen av landet, 600 km norr om huvudstaden Helsingfors. Korvuanjärvi ligger 241,8 meter över havet. Den är 37 meter djup. Arean är 15,4 kvadratkilometer och strandlinjen är 43,75 kilometer lång. Sjön  ingår i Ijo älvs huvudavrinningsområde.   Den sträcker sig 8,1 kilometer i nord-sydlig riktning, och 4,0 kilometer i öst-västlig riktning.
I övrigt finns följande i Korvuanjärvi:
- Marjosaari (en ö)
- Lehtosaari (en ö)
- Kannussaari (en ö)
- Jatasaari (en ö)
- Petäjäluoto (en ö)
- Kolmossaaret (en ö)
- Kalliosaari (en ö)
- Korpiluoto (en ö)
- Keminluoto (en ö)
- Patoluodot (en ö)